# Casa di Abdus Salam
Casa di Abdus Salam, è un monumento nazionale Pakistano, situato a Jhang. Ha ospitato il professore pakistano Abdus Salam, un fisico teorico che divenne il primo musulmano e pakistano a ricevere il premio Nobel per la fisica nel 1979.

## Conservazione
Dopo il 18° emendamento costituzionale pakistano, la maggior parte dei siti archeologici e monumenti nazionali sono stati trasferiti alle province. I monumenti trasferiti al Dipartimento di Archeologia del Punjab, inclusa la casa di Abdus Salam, e sono state intraprese dal dipartimento di archeologia varie iniziative di finanziamento e di conservazione.